# Cofidis (wielerploeg)/2021
Deze pagina geeft een overzicht van de UCI World Tour wielerploeg Cofidis, Solutions Crédits in 2021.

## Algemeen
Algemeen manager: Cedric Vasseur
Teammanager: Christian Guiberteau
Ploegleiders: Samuel Bellenoue, Roberto Damiani, Alain Deloeuil, Bingen Fernandez, Jean Luc Jonrond, Thierry Marichal
Fietsmerk: De Rosa

## Renners
| Naam                | Geboortedatum | Nationaliteit | Ploeg 2020          |
| ------------------- | ------------- | ------------- | ------------------- |
| Piet Allegaert      | 20-01-1995    | België        |                     |
| Fernando Barceló    | 06-01-1996    | Spanje        |                     |
| Natnael Berhane     | 05-01-1991    | Eritrea       |                     |
| Tom Bohli           | 17-01-1994    | Zwitserland   | UAE Team Emirates   |
| André Carvalho      | 31-10-1997    | Portugal      | Hagens Berman Axeon |
| Thomas Champion     | 08-09-1999    | Frankrijk     | -                   |
| Simone Consonni     | 12-09-1994    | Italië        |                     |
| Jempy Drucker       | 03-09-1986    | Luxemburg     | BORA-hansgrohe      |
| Nicolas Edet        | 02-12-1987    | Frankrijk     |                     |
| Rubén Fernández     | 01-03-1991    | Spanje        | Euskaltel-Euskadi   |
| Eddy Finé           | 20-11-1997    | Frankrijk     |                     |
| Simon Geschke       | 13-03-1986    | Duitsland     | CCC Team            |
| Nathan Haas         | 12-03-1989    | Australië     |                     |
| Jesús Herrada       | 26-07-1990    | Spanje        |                     |
| José Herrada        | 01-10-1985    | Spanje        |                     |
| Victor Lafay        | 17-01-1996    | Frankrijk     |                     |
| Christophe Laporte  | 11-12-1992    | Frankrijk     |                     |
| Guillaume Martin    | 09-06-1993    | Frankrijk     |                     |
| Emmanuel Morin      | 13-03-1995    | Frankrijk     |                     |
| Anthony Perez       | 22-04-1991    | Frankrijk     |                     |
| Pierre-Luc Périchon | 04-01-1987    | Frankrijk     |                     |
| Rémy Rochas         | 18-05-1996    | Frankrijk     | Delko               |
| Fabio Sabatini      | 18-02-1985    | Italië        |                     |
| Szymon Sajnok       | 24-08-1997    | Polen         | CCC Team            |
| Kenneth Vanbilsen   | 01-06-1990    | België        |                     |
| Attilio Viviani     | 18-10-1996    | Italië        |                     |
| Elia Viviani        | 07-02-1989    | Italië        |                     |
| Jelle Wallays       | 11-05-1989    | België        | Lotto Soudal        |

### Stagiairs
Per 1 augustus 2021
| Naam         | Geboortedatum | Nationaliteit | Vorige ploeg                                       |
| ------------ | ------------- | ------------- | -------------------------------------------------- |
| Hugo Toumire | 05-10-2001    | Frankrijk     |                                                    |
| Axel Zingle  | 18-12-1998    | Frankrijk     | NIPPO DELKO One Provence (stagiair per 1 augustus) |

### Vertrokken
| Renner             | Geboortedatum | Nationaliteit | Ploeg 2021            |
| ------------------ | ------------- | ------------- | --------------------- |
| Dimitri Claeys     | 18-06-1987    | België        | Team Qhubeka-ASSOS    |
| Jesper Hansen      | 23-10-1990    | Denemarken    | Riwal Cycling Team    |
| Mathias Le Turnier | 14-03-1995    | Frankrijk     | Delko                 |
| Cyril Lemoine      | 03-03-1983    | Frankrijk     | B&B Hotels p/b KTM    |
| Luis Ángel Maté    | 23-03-1984    | Spanje        | Euskaltel-Euskadi     |
| Marco Mathis       | 07-04-1994    | Duitsland     | onbekend              |
| Stéphane Rossetto  | 06-04-1987    | Frankrijk     | Saint Michel-Auber 93 |
| Damien Touzé       | 07-07-1996    | Frankrijk     | AG2R-Citroën          |
| Julien Vermote     | 26-07-1989    | België        | Alpecin-Fenix         |

## Overwinningen
| Ster van Bessèges 1e etappe: Christophe Laporte Puntenklassement: Christophe Laporte Parijs-Nice Bergklassement: Anthony Perez GP Cholet Elia Viviani Ronde van Valencia Jongerenklassement: Victor Lafay Circuit de Wallonie Christophe Laporte Challenge Mallorca Trofeo Serra de Tramuntana: Jesús Herrada | Ronde van Italië 8e etappe: Victor Lafay Mercan’Tour Classic Alpes-Maritimes Guillaume Martin Adriatica Ionica Race 1e etappe: Elia Viviani* 3e etappe: Elia Viviani* Arctic Race of Norway Jongerenklassement: Victor Lafay Ronde van de Limousin 1e etappe: Christophe Laporte | Ronde van Poitou-Charentes in Nouvelle-Aquitaine 1e etappe: Elia Viviani 3e etappe a: Elia Viviani GP Fourmies Elia Viviani Grote Prijs van Wallonië Christophe Laporte GP van Isbergues Elia Viviani |  |

* Viviani maakte in deze race deel uit van de Italiaanse selectie.
Mannen: 1997 · 1998 · 1999 · 2000 · 2001 · 2002 · 2003 · 2004 · 2005 · 2006 · 2007 · 2008 · 2009 · 2010 · 2011 · 2012 · 2013 · 2014 · 2015 · 2016 · 2017 · 2018 · 2019 · 2020 · 2021 · 2022 · 2023 · 2024 · 2025
Vrouwen:2022 · 2023 · 2024 · 2025
AG2R-Citroën · Astana-Premier Tech · Bahrain-Victorious · BORA-hansgrohe · Cofidis, Solutions Crédits · Deceuninck–Quick-Step · EF Education-Nippo · Groupama-FDJ · INEOS Grenadiers · Intermarché-Wanty-Gobert Matériaux · Israel Start-Up Nation · Lotto Soudal · Movistar Team · Team BikeExchange · Team DSM · Team Jumbo-Visma · Team Qhubeka NextHash · Trek-Segafredo · UAE Team Emirates